# Evangelisch-Lutherisches Dekanat Hof

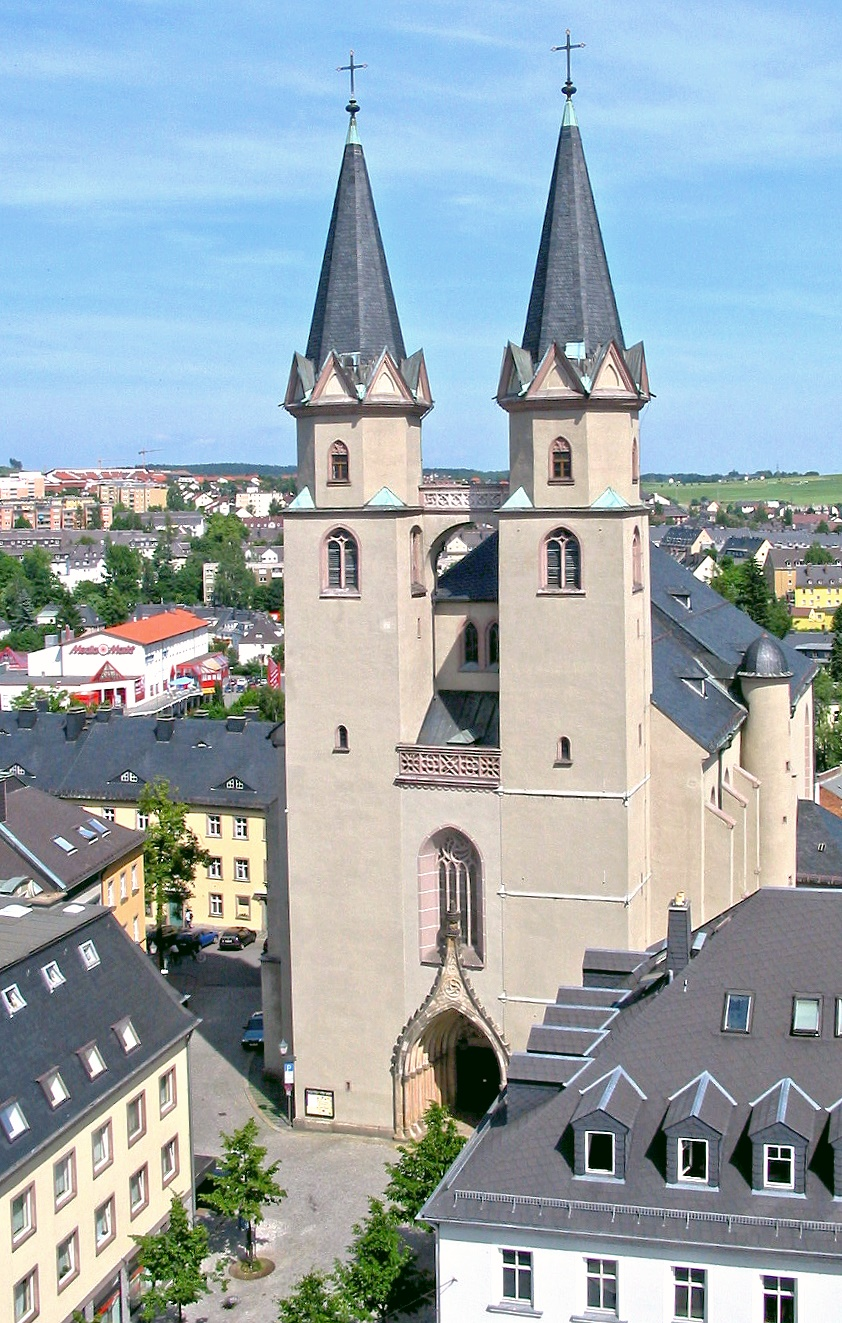
St.-Michaelis-Kirche Hof, Sitz des Dekans – links neben der Kirche: Maxplatz mit Dekanat (Amt) und Kirchengemeindeamt

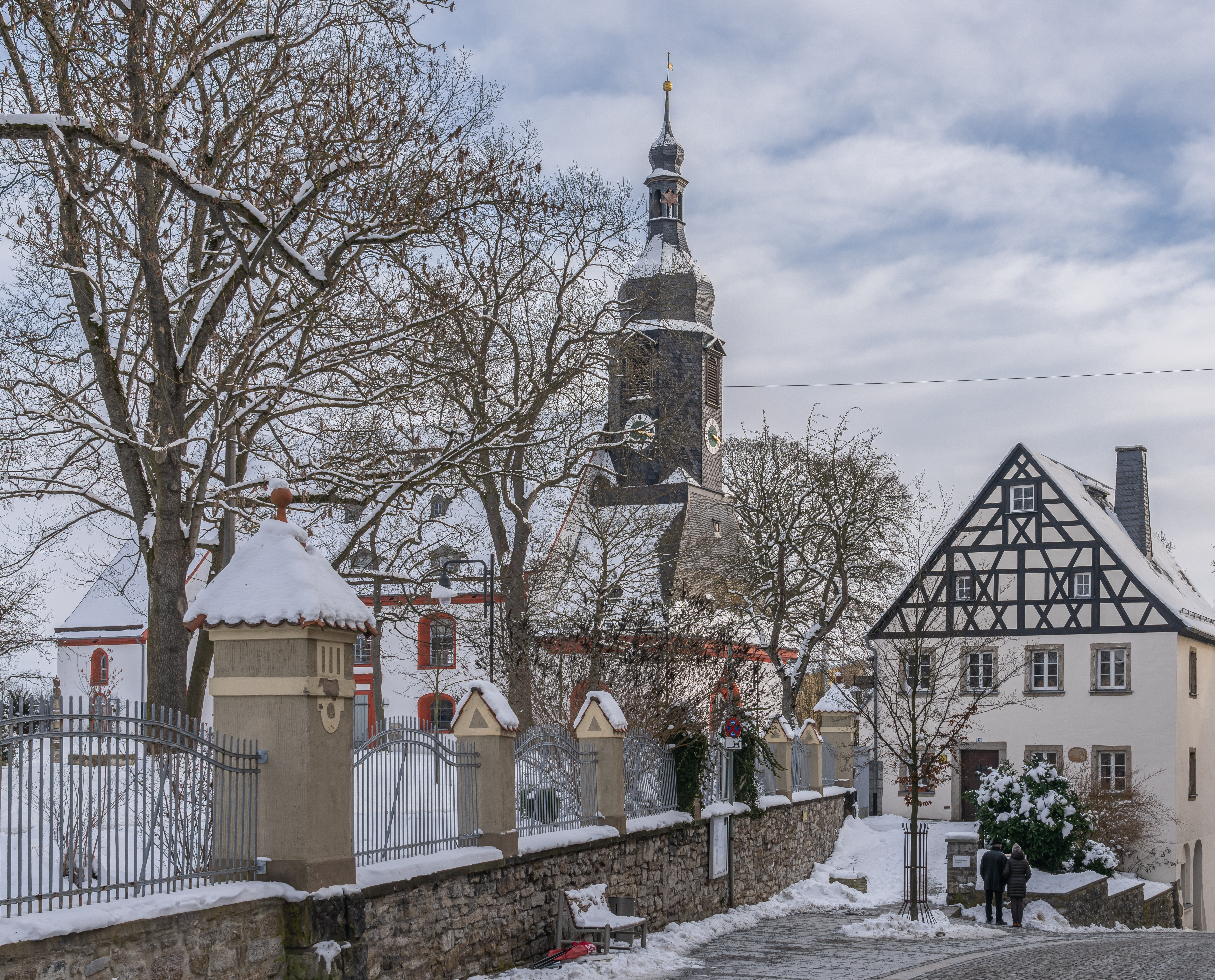
Lorenzkirche

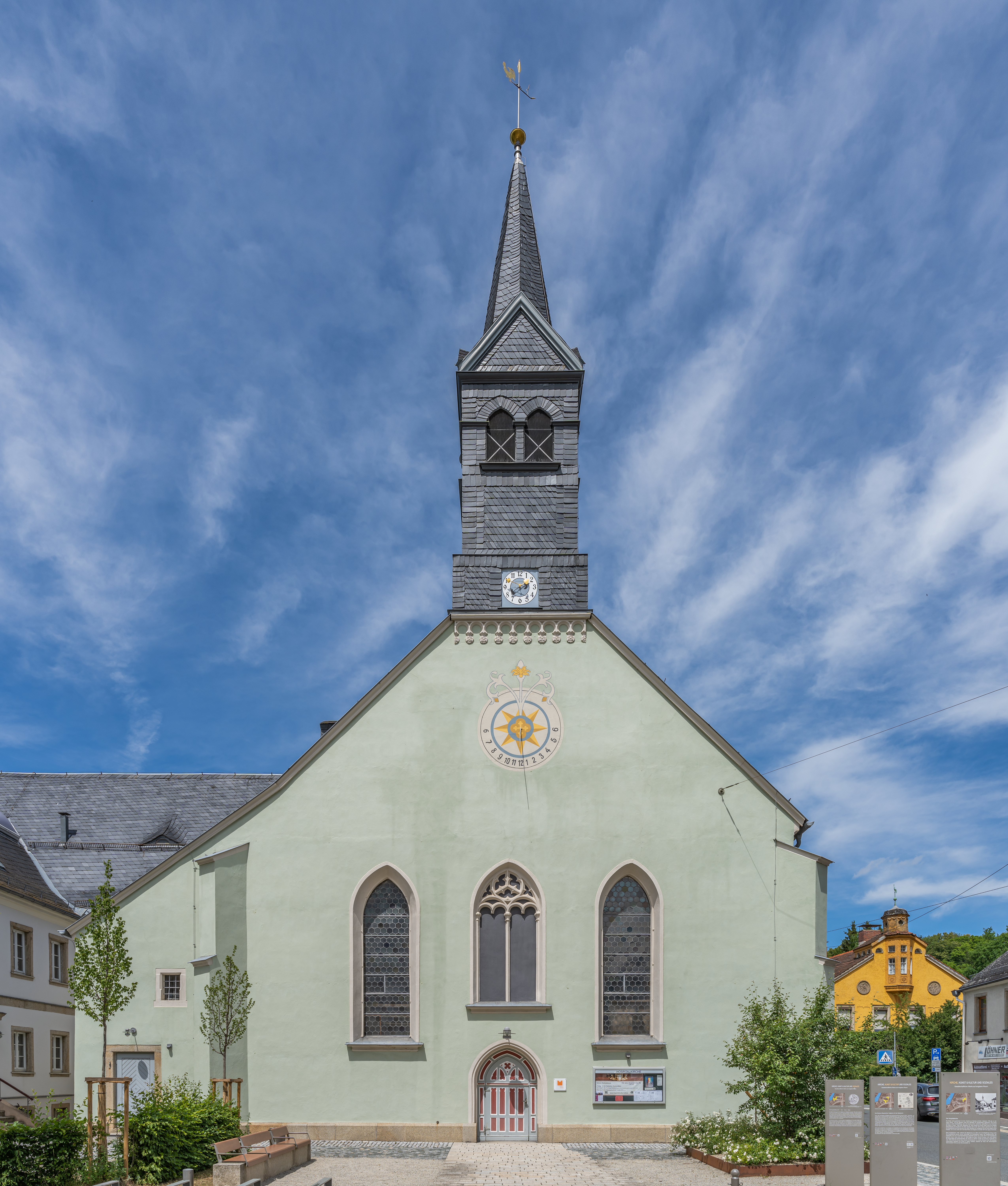
Hospitalkirche

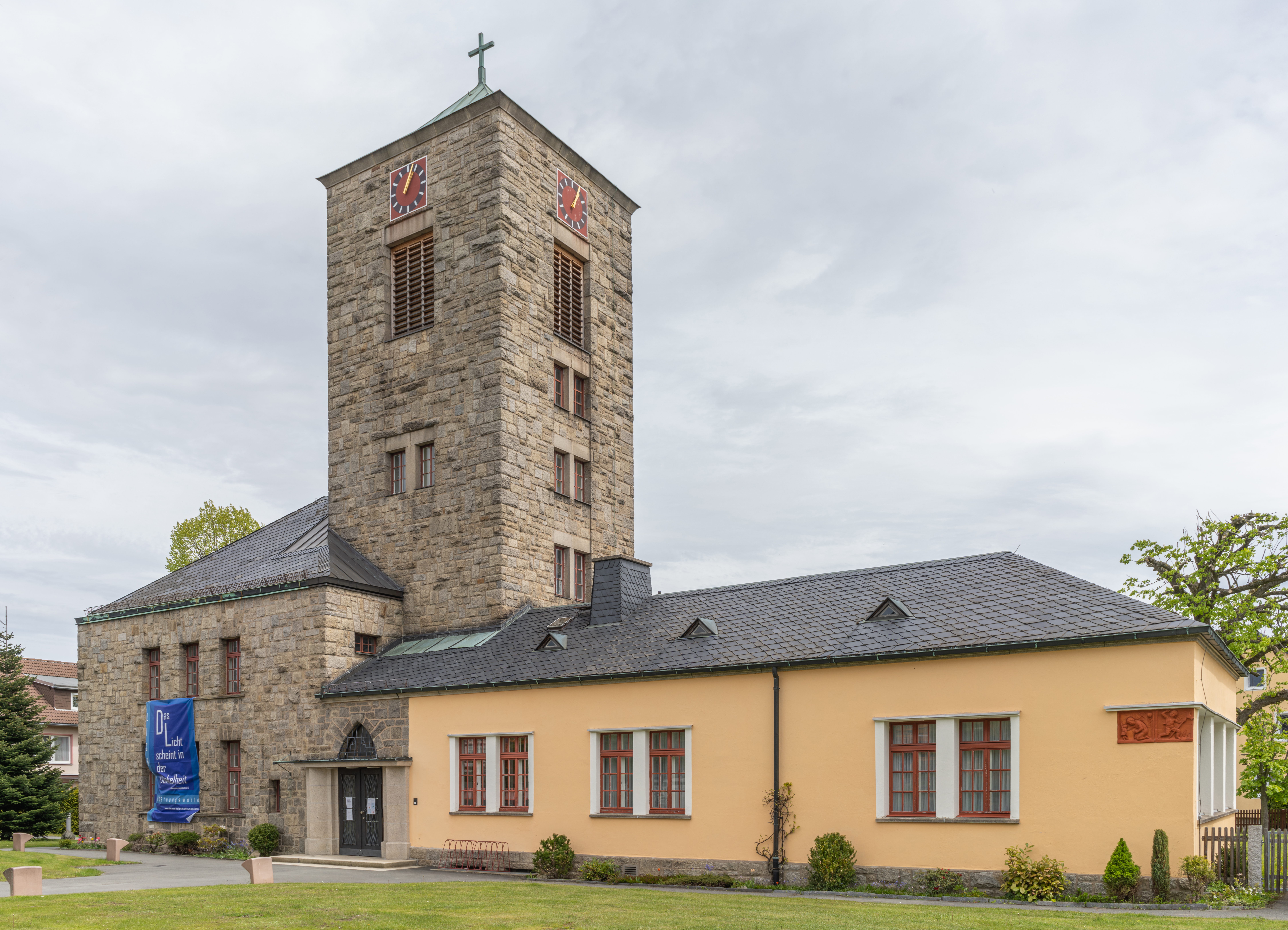
Auferstehungskirche

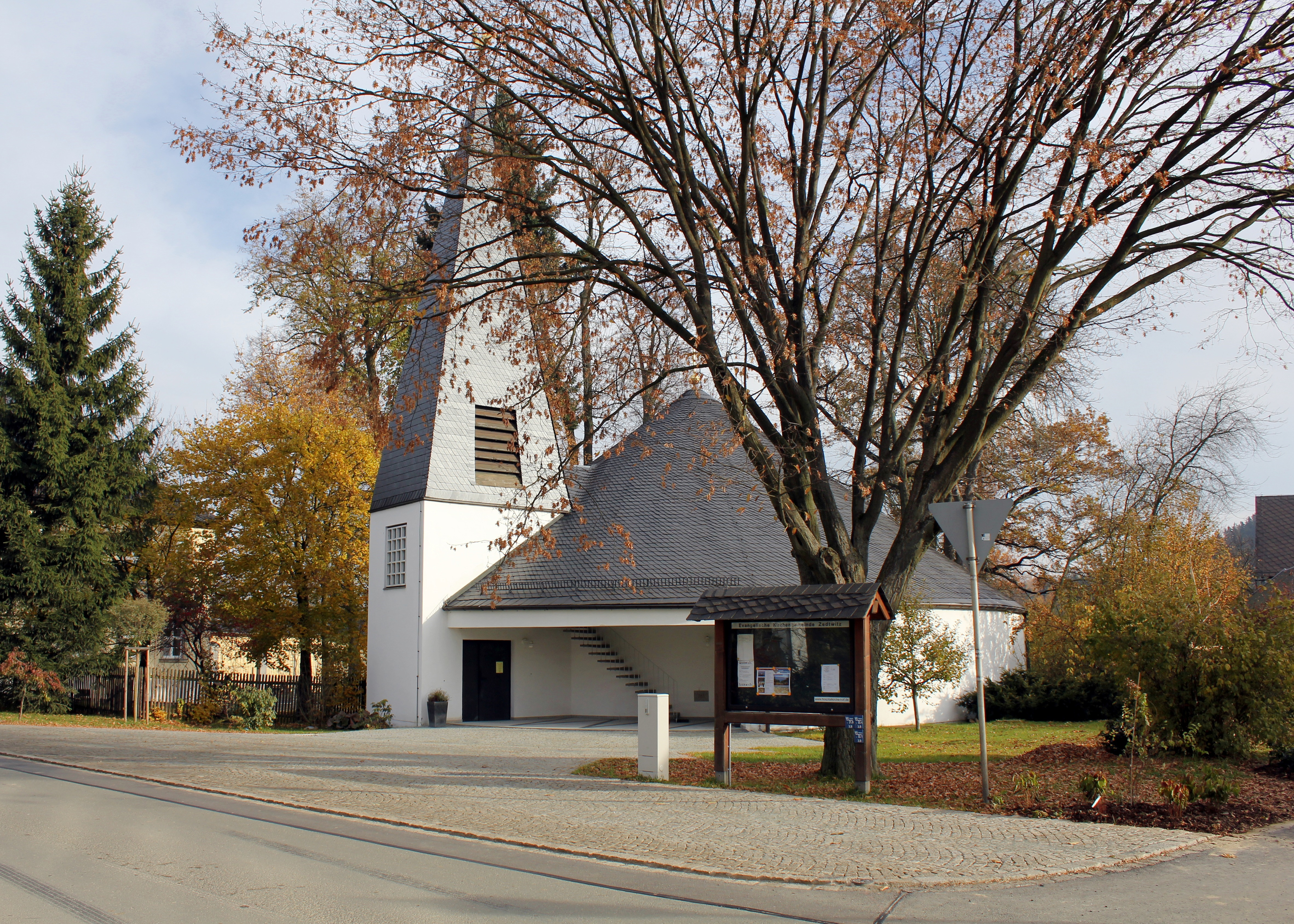
Friedenskirche in Zedtwitz

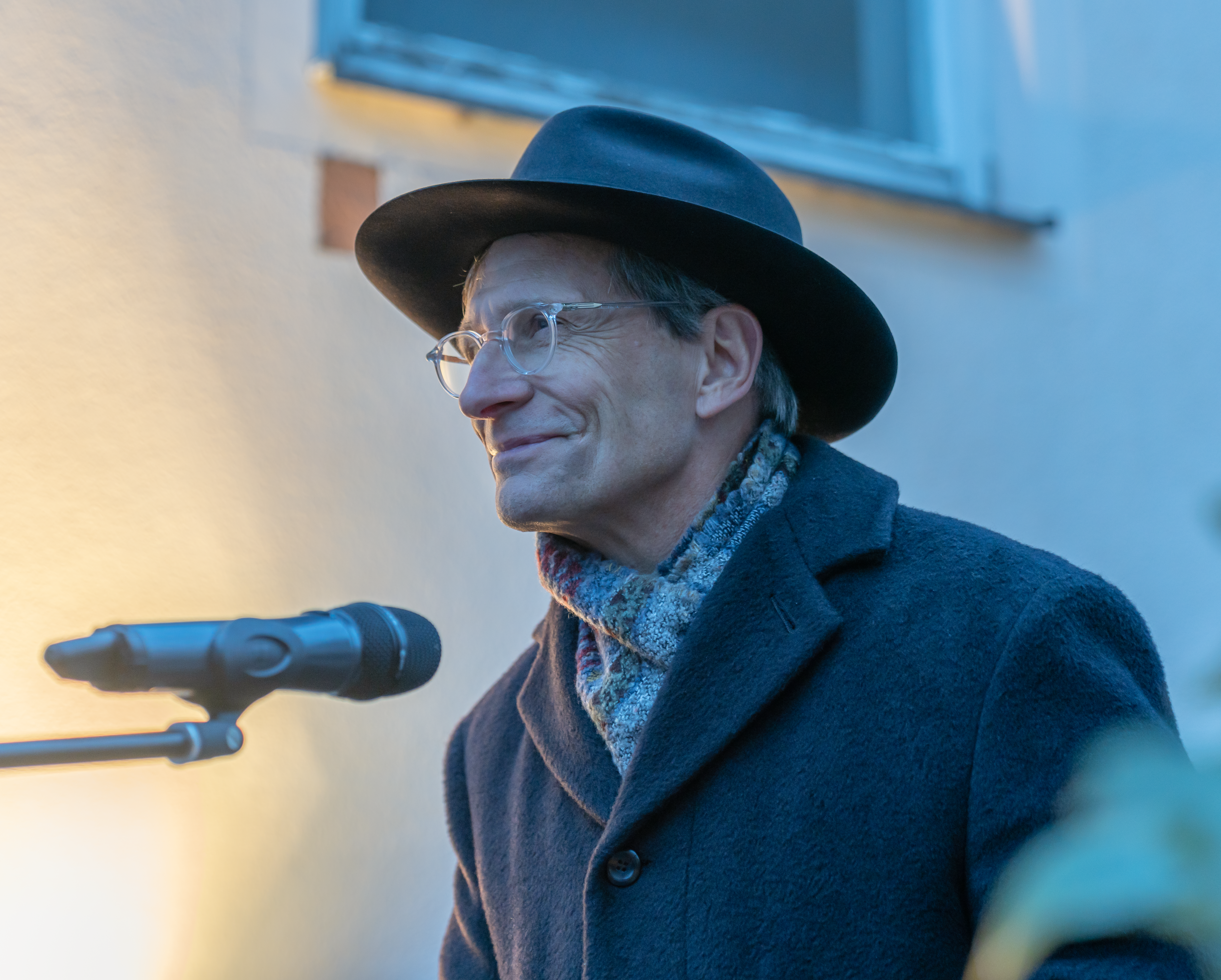
Hofer Dekan Müller mit Mikrofon (2023)

Das evangelisch-lutherische Dekanat Hof ist eins der 15 Dekanate des Kirchenkreises Bayreuth der Evangelisch-Lutherischen Kirche in Bayern.

## Geschichte
Am 5. September 1529 begann mit einer Deutschen Messe, die Magister Kaspar Löner in St. Michaelis feierte, die Schaffung des evangelischen Kirchenwesens in Hof und Umgebung. Damit trat zugleich die von Löner entworfene Kirchenordnung in Kraft. Die umfassende reformatorische Tätigkeit Löners machte praktisch die Michaeliskirche zur Hauptkirche der Stadt, obwohl sie kirchenrechtlich noch eine Filiale der Mutterkirche Hofs, St. Lorenz, blieb.
Im Jahr 1558 richtete Markgraf Georg Friedrich zur besseren Organisation des Kirchenwesens im Markgraftum Kulmbach die Superintendentur Hof ein. Sie war eine der vier Superintendenturen im Oberland neben Bayreuth, Kulmbach und Wunsiedel. Seit dieser Zeit ist ohne Unterbrechung die erste Pfarrstelle von St. Michaelis mit dem Amt des Superintendenten – später des Dekans – verbunden und St. Michaelis damit offiziell zur Hauptkirche von Hof geworden.
Erster Superintendent wurde Johann Streitberger. Er wechselte 1567 in die Residenzstadt Kulmbach und wirkte dort als Generalsuperintendent. Sein Nachfolger in Hof wurde Pancratius.
Seit 1810 das Markgraftum Bayreuth (bis 1601 als Markgraftum Kulmbach bezeichnet) bayerisch wurde, heißen die Superintendenten nunmehr Dekane und die Superintendenturen wurden zu Dekanaten. Die Superintendentur Hof wurde aufgeteilt in die drei Dekanate:
- das Dekanat Hof,
- das Dekanat (Bad) Steben – heute Dekanat Naila und
- das Dekanat Ludwigsstadt – ab 2010 Dekanat Kronach-Ludwigsstadt

Der Zuschnitt der Dekanate entsprach in etwa den staatlichen bayerischen Verwaltungseinheiten im ehemaligen Markgraftum.
1926 wurde die Kirchengemeinde Hof in neun Sprengel aufgeteilt. Jeder Sprengelpfarrer hatte künftig die in seinem Sprengel anfallenden Taufen, Trauungen und Beerdigungen selbst zu halten. Taufen und Abendmahlsfeiern fanden nun nicht nur in der Hauptkirche St. Michaelis, sondern auch in St. Lorenz und in der Hospitalkirche statt. Für Trauungen blieb die Michaeliskirche die Regel. Vor dem Zweiten Weltkrieg wurden in den Außenbezirken von Hof mehrere Kirchen neu gebaut und geweiht: 1929 die Auferstehungskirche in Moschendorf, 1929 das Lutherhaus in Neuhof und Hofeck, 1939 die Christuskirche im Münsterviertel sowie das Johanneshaus im „Vertl“ an der Oelsnitzer Straße.
Nach Ende des Zweiten Weltkriegs wurden Zehntausende Vertriebene und Heimkehrer durch das Lager Moschendorf geschleust. Das Wachstum der Stadt machte eine Neuorganisation der Hofer Kirchengemeinde notwendig. Aus den neun Seelsorgesprengeln in Hof wurden 1947 zunächst sechs selbständige Kirchengemeinden gebildet: St. Michaelis, St. Lorenz, Hospitalkirche, St. Johannes, Christuskirche, Lutherkirche. Für die übrigen drei Seelsorgebezirke wurde – soweit noch nicht vorhanden – die Schaffung räumlicher Mittelpunkte vorbereitet. Es entstanden in der Folge die Gemeinden Auferstehungskirche (1951), Dreieinigkeitskirche (1965, in Krötenbruck) und Kreuzkirche (1966, an der Kulmbacher Straße). Die Hofer Stadtgemeinden schlossen sich am 23. Juni 1947 zu einer Gesamtkirchengemeinde mit zentraler Verwaltung am Maxplatz 1 (Gesamtkirchenverwaltung/GKV) zusammen. 1983 kam die Kirchengemeinde Tauperlitz hinzu, die selbständig geworden war.
Das Kirchengemeindeamt Hof verwaltet heute nicht nur die Gemeinden des Dekanates Hof, sondern auch die Kirchengemeinden der Dekanate Münchberg, Naila, Selb und Wunsiedel.
Im Jahr 2008 konnte das Dekanat Hof sein 450-jähriges Bestehen feiern.

## Geographie
Das Dekanat Hof liegt im nordöstlichsten Zipfel Bayerns zwischen Vogtland, Fichtelgebirge und Frankenwald. Einstmals in der geographischen Mitte des Deutschen Reiches gelegen, war es nach dem Zweiten Weltkrieg bis 1989 das Grenzlanddekanat am Dreiländereck. Die Wege endeten am „Eisernen Vorhang“, der quer durch Deutschland ging und weiter zum Ostblockland Tschechoslowakei. Seit der Wende 1989 ist das Dekanat wieder in die Mitte Europas gerückt.
Das Dekanat Hof umfasst die evangelischen Kirchengemeinden der kreisfreien Stadt Hof und Teile de Landkreises Hof. Es besteht aus 26 Kirchengemeinden mit heute 46.546 evangelischen Gemeindemitgliedern. Im Jahr 1979 waren es noch 78.000 Gemeindemitglieder, das bedeutet einen Rückgang um 40,3 %. Wie die gesamte Region hat auch das Dekanat Hof mit Überalterung, Abwanderung und demografischen Problemen zu kämpfen.

## Kirchengemeinden
Im Dekanatsbezirk Hof gibt es folgenden Kirchengemeinden und deren zugehörige Kirchen:
Pfarreien in Hof
- Auferstehungskirche
- Christuskirche
- Dreieinigkeitskirche
- Hospitalkirche mit dem Feilitzscher Gemeindeteil Zedtwitz und der dortigen Friedenskirche
- Kreuzkirche
- Lutherkirche
- St. Johannes
- St. Lorenz
- St. Michaelis

Pfarreien außerhalb von Hof
| - Berg, Jakobuskirche - Döhlau, St. Peter und Paul - Gattendorf, Pfarrkirche - Joditz, Johanneskirche - Kautendorf, Martinskirche - Köditz, Leonhardskirche - Konradsreuth, Pfarrkirche - Leupoldsgrün, Pfarrkirche - Oberkotzau, Jakobuskirche | - Pilgramsreuth, Pfarrkirche - Regnitzlosau, St. Aegidien - Rehau, St. Jobst - Tauperlitz, Erlöserkirche - Pfarrei Töpen - Kirchengemeinde Töpen, St. Martin - Kirchengemeinde Isaar, ev. Kirche - Kirchengemeinde Münchenreuth, Evangelische Pfarrkirche - Trogen, Pfarrkirche |